# Bahnhöfe im Selfkant

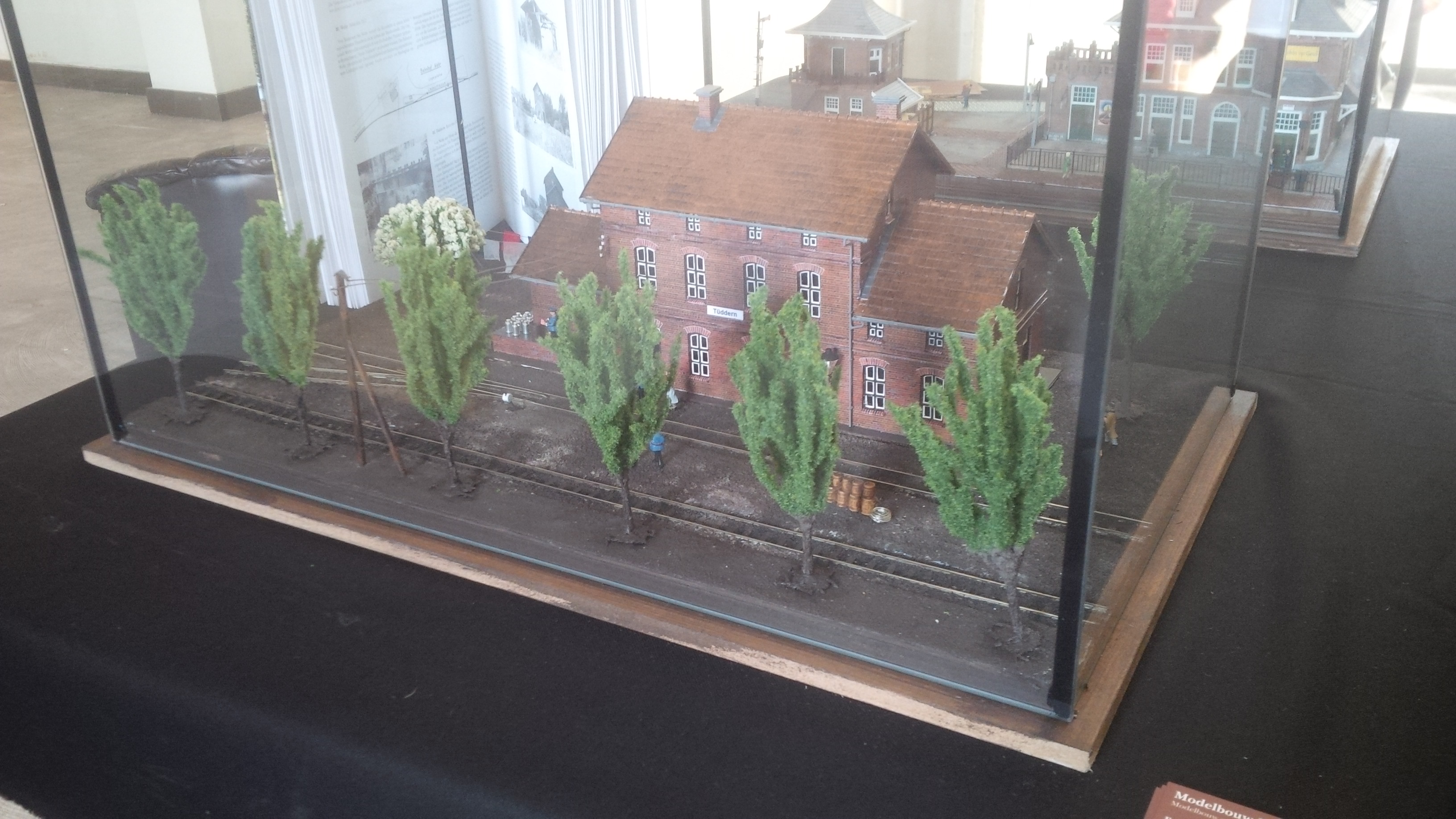
Modellbau des Bahnhofs Tüddern

Dieser Artikel befasst sich mit den Bahnhöfen in der Gemeinde Selfkant im Kreis Heinsberg. Zu diesen gehören die ehemaligen Bahnhöfe an der Geilenkirchener Kreisbahn: der Bahnhof in Tüddern, der Bahnhof in Wehr und der Bahnhof in Süsterseel.

## Geschichte
Alle Bahnhöfe gehörten zur Geilenkirchener Kreisbahn und sind seit 1949 nicht mehr in Betrieb. In den 1950er Jahren wurden die Gleise demontiert, da Teile des Selfkants unter niederländische Auftragsverwaltung gestellt wurden. Dies bedeutete zugleich aber auch den Verlust der Anbindung der Region an das westdeutsche Eisenbahnnetz, da die Geilenkirchener Kreisbahnen ihren Betrieb im Selfkant einstellen mussten.

### Bahnhof Tüddern
Der Bahnhof Tüddern wurde wie der Bahnhof Wehr und Süsterseel am 7. April 1900 in Betrieb genommen. Der Bahnhof lag abseits von Tüddern an der niederländischen Grenze. Der Ort Tüddern war einige 100 m entfernt, viel näher lag Broeksittard, ein Stadtteil der niederländischen Stadt  Sittard. Das Empfangsgebäude wurde nach der Stilllegung abgerissen. Vom Bahnhofsareal ist heute nichts mehr erhalten, es umfasste ehemals drei Gleise und ein Stumpfgleis.

#### Ehemalige Planungen
Die Bahnstrecke Alsdorf-Tüddern sollte ursprünglich über die Staatsgrenze bis zum Bahnhof Sittard verlängert werden. Dies wurde jedoch aus politischen Gründen nicht genehmigt. Darum lag auch der Bahnhof Tüddern sehr nah an der niederländischen Grenze, da man auf einen Weiterbau hoffte. Das Stumpfgleis im Bahnhof Tüddern sollte ursprünglich verlängert werden, um so die Bahn weiter zu bauen. In dieses Stumpfgleis führten alle drei Gleise. Dieser Bahnhof war nie ein Durchgangsbahnhof, wurde allerdings so gebaut.
Vor dem Bau der Geilenkirchener Kreisbahn plante man bereits eine Strecke nach Sittard, die von Lindern über Heinsberg nach Haaren, Waldfeucht nach Tüddern und Sittard führen sollte. Sie wurde nie als Kleinbahn gebaut. Man entschied sich für den Bau der Wurmtalbahn, welche nur bis zum Bahnhof Heinsberg verkehrt. Bereits 1896 wurde die Bahnstrecke Sittard–Herzogenrath in Betrieb genommen, die jedoch nicht durch den Selfkant führte.

### Bahnhof Wehr (Kr Geilenkirchen)
Wehr sollte ursprünglich keinen eigenen Bahnhof erhalten, sondern über den Bahnhof in Tüddern an das Eisenbahnnetz angeschlossen werden. Da jedoch der Bahnhof Tüddern bis an die niederländische Grenze gebaut wurde, bekam Wehr einen eigenen Bahnhof, er umfasste ein Ladegleis, das Hauptgleis und einen Seitenbahnsteig. Das Empfangsgebäude ist heute noch erhalten und dient als Gaststätte. Das Bahnhofsareal ist komplett abgebaut und teilweise durch die „Römerstraße“ überbaut; es liegt im westlichen Ortsteil von Süsterseel gegenüber des Einkaufszentrums. Die Bushaltestelle heißt bis heute „Bahnhof Wehr“.

### Bahnhof Süsterseel
Das Bahnhofsgebäude dient heute als Wohnhaus. Die Anliegerstraße „Schienegraaf“ (Schienengraben) folgt dem Verlauf der alten Bahntrasse. Die Ausstattung des Bahnhofes ähnelt der von Wehr.